# Jaworówka (Nadma)
Pólko – część wsi Nadma w Polsce położona w województwie mazowieckim, w powiecie wołomińskim, w gminie Radzymin. 

Jaworówka jest częścią składową sołectwa Nadma.
W latach 1975–1998 Jaworówka administracyjnie należała do województwa warszawskiego.